# Dochia
Dochia – wieś w Rumunii, w okręgu Neamț, w gminie Dochia. W 2011 roku liczyła 2042 mieszkańców.